# Bankkort
Bankkort, även kallat debetkort, är ett kontokort som är utgiven av en bank och direkt kopplad till ett bankkonto.